# Chun Kwan

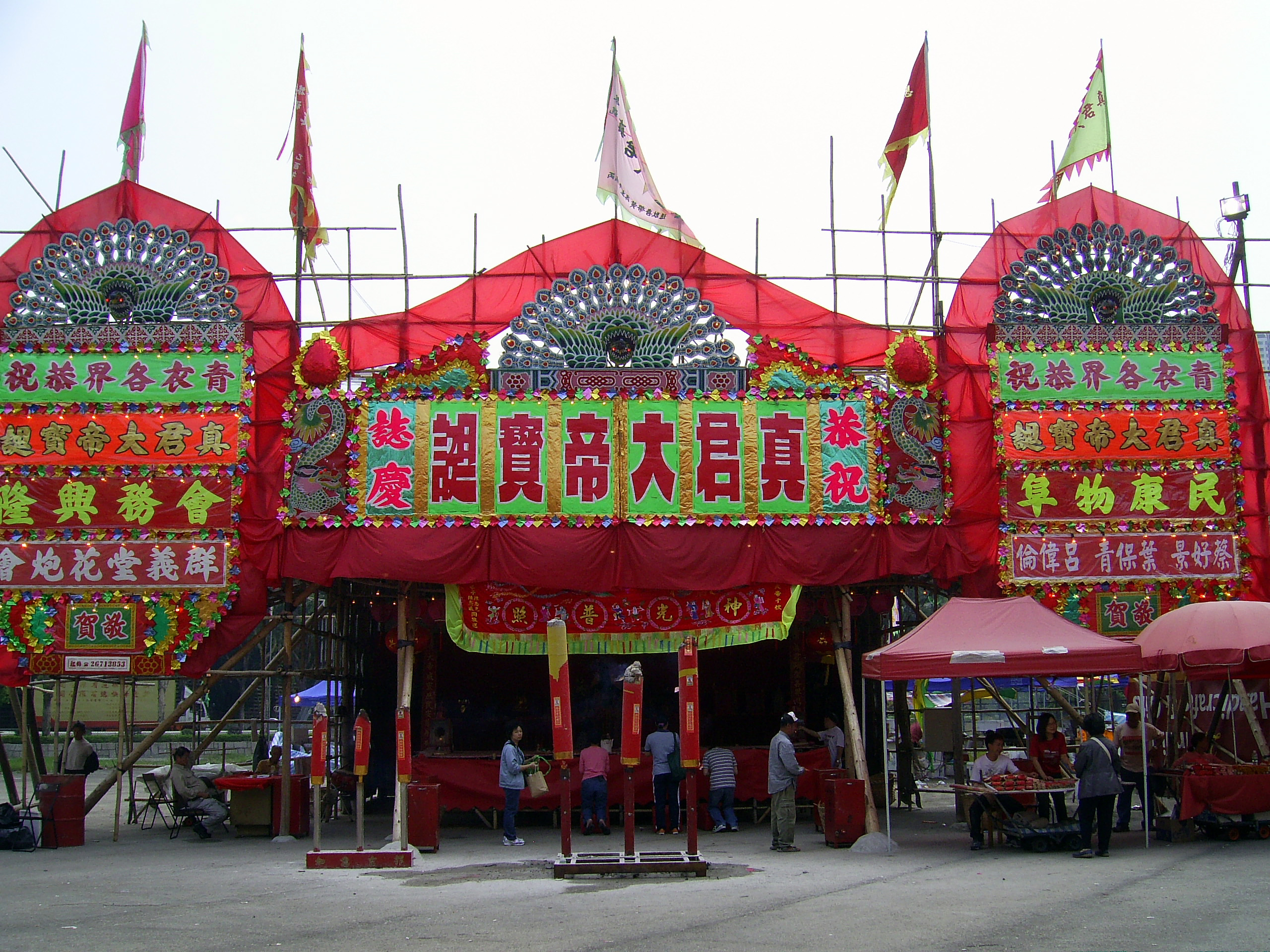
Moderno Templo de Chun Kwan, na ilha de Tsing Yi.

Chun Kwan (chinês tradicional: 真君) era uma divindade chinesa, a qual trazia o sobrenome Ng (吳). 
No reinado do Imperador Lizong de Song, na Dinastia Song, Guangdong era frequentemente atacada por piratas. Como o poder militar não tinha sucesso contra suas investidas, a população sofria. Ng liderou uma força tarefa, aniquilando os piratas e restaurando a paz local. Após sua morte, seu espírito realizou boas façanhas em Lung Kong e o Imperador recompensou-o com o título honorífico de Chun Kwan Tai Tai (真君大帝), fazendo construir templos para sua adoração. 
Ele também realizou várias ações bondosas na ilha de Tsing Yi, em Hong Kong, e um memorial foi inscrito no Templo de Chun Kwan, na própria ilha.